# Виборчий округ 33
Виборчий округ 33 — виборчий округ в Дніпропетровській області. В сучасному вигляді був утворений 28 квітня 2012 постановою ЦВК № 82 (до цього моменту існувала інша система виборчих округів). Окружна виборча комісія цього округу розташовується в будівлі виконавчого комітету Центрально-Міської районної в місті Кривий Ріг ради за адресою м. Кривий, вул. Свято-Миколаївська, 27.
До складу округу входять Металургійний і Центрально-Міський райони, частини Інгулецького (північна половина району) і Саксаганського (мікрорайони Мудрьона та Дзержинка) районів міста Кривий Ріг. Виборчий округ 33 межує з округом 32 на північному сході та з округом 37 з усіх інших сторін. Виборчий округ № 33 складається з виборчих дільниць під номерами 121482-121511, 121611-121619, 121636, 121684-121689, 121734-121754 та 121756-121776.

## Народні депутати від округу
| Ім'я                            | Фото | Партія               | Скликання | Дата набуття повноважень | Дата припинення повноважень |
| ------------------------------- | ---- | -------------------- | --------- | ------------------------ | --------------------------- |
| Задорожний Вячеслав Казимирович |      | Партія регіонів      | 7-ме      | 12 грудня 2012           | 27 листопада 2014           |
| Усов Костянтин Глібович         |      | Блок Петра Порошенка | 8-ме      | 27 листопада 2014        | 29 серпня 2019              |
| Корявченков Юрій Валерійович    |      | Слуга народу         | 9-те      | 29 серпня 2019           |                             |

## Результати виборів

### Парламентські

#### 2019
Кандидати-мажоритарники:
- Корявченков Юрій Валерійович (Слуга народу)
- Віншель Вадим Сергійович (Опозиційна платформа — За життя)
- Бабенко Ольга Володимирівна (Батьківщина)
- Щокін Вадим Петрович (Опозиційний блок)
- Ляденко Олег Васильович (самовисування)
- Бойченко Наталія Сергіївна (Європейська Солідарність)
- Ігнатенко Олександр Володимирович (Партія Шарія)
- Юрченко Тарас Олександрович (Сила людей)
- Колесник Микола Юрійович (самовисування)
- Туровська Ірина Львівна (Самопоміч)
- Самойленко-Тидір Вікторія Андріївна (самовисування)
- Рукавіцин Ігор Анатолійович (самовисування)
- Кобзар Микола Олександрович (самовисування)
- Колеснік Микола Юрійович (самовисування)
- Садова Олена Вікторівна (самовисування)
- Валюк Олег Борисович (самовисування)
- Куршев Олексій Юрійович (самовисування)

#### 2014
Кандидати-мажоритарники:
- Усов Костянтин Глібович (Блок Петра Порошенка)
- Малачевський Олег Вікторович (самовисування)
- Соколовський Володимир Петрович (Народний фронт)
- Бобченко Юрій Вікторович (самовисування)
- Колесник Микола Юрійович (самовисування)
- Кривенко Ірина Василівна (Комуністична партія України)
- Бабенко Ольга Володимирівна (Батьківщина)
- Оксамитна Наталя Василівна (Радикальна партія)
- Іванченко Інна Іванівна (самовисування)
- Макаренко Олег Дмитрович (самовисування)
- Макаренко Олександр Юрійович (самовисування)
- Шаповалова Катерина Геннадіївна (самовисування)
- Колєсніков Микола Павлович (самовисування)
- Галамага Костянтин Євгенійович (Сила людей)
- Саєнко Іван Іванович (самовисування)
- Лівшиць Ілля Олександрович (самовисування)
- Пронькін Володимир Леонідович (самовисування)

#### 2012
Кандидати-мажоритарники:
- Задорожний Вячеслав Казимирович (Партія регіонів)
- Жаботинський Андрій Вікторович (Батьківщина)
- Кривенко Ірина Василівна (Комуністична партія України)
- Алексєєв Володимир Васильович (УДАР)

## Явка
Явка виборців на окрузі: